# 神戸移住センター

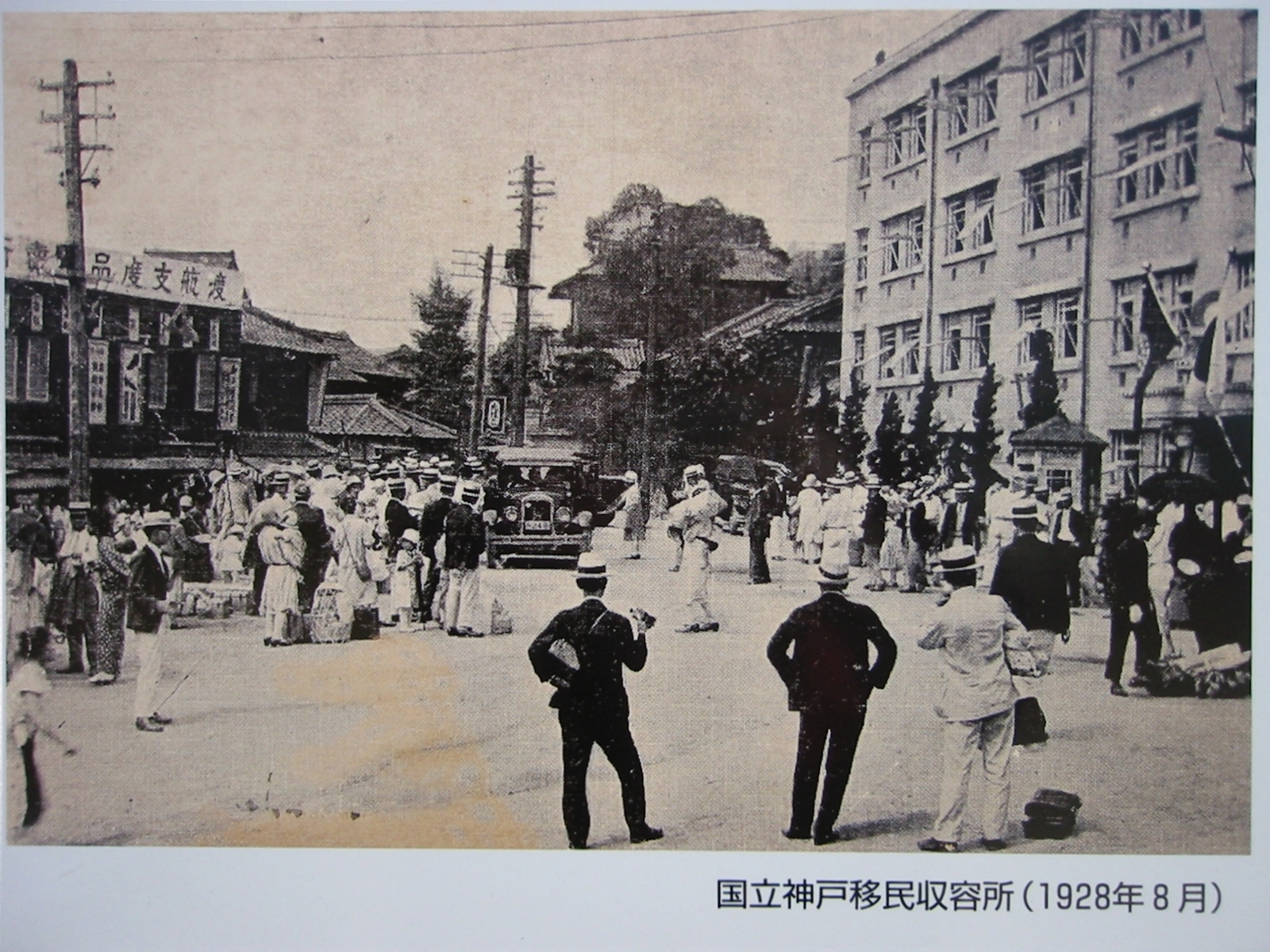
1928年(右側の建物)

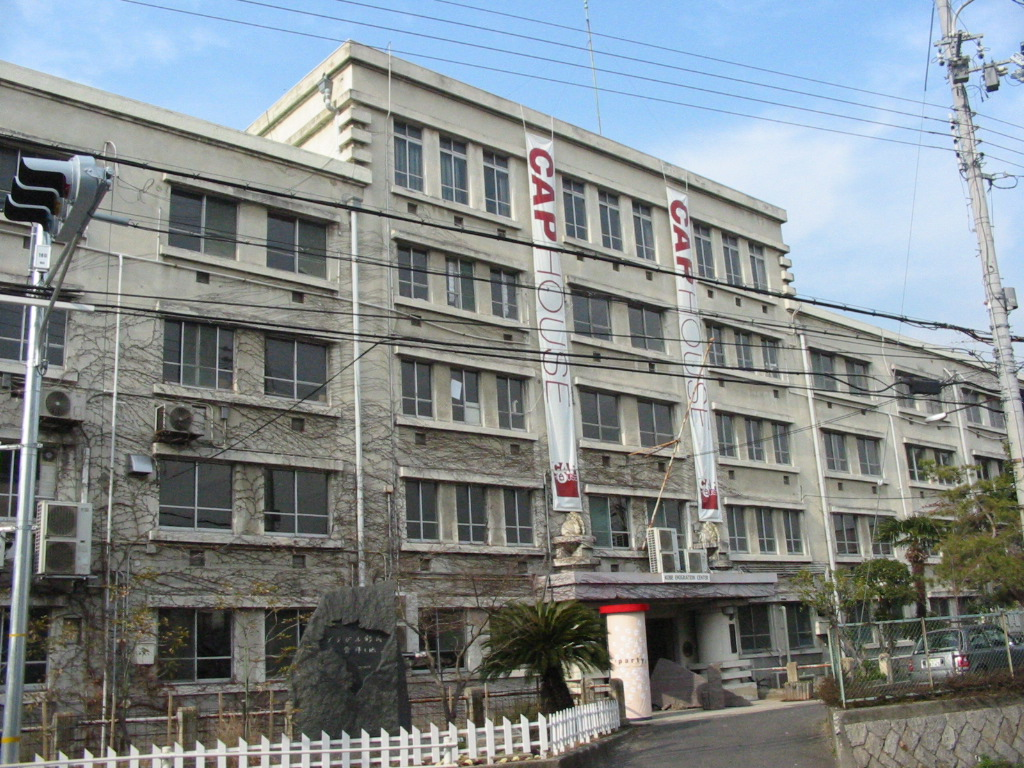
2003年

神戸移住センター（こうべいじゅうセンター）は、兵庫県神戸市にあった外務省管轄の施設。

## 歴史
1928年（昭和3年）3月、ブラジル移民の保護と教養を目的として、国立神戸移民収容所（内務省神戸移民収容所）が設置された。この移民収容所は石川達三の小説「蒼氓（そうぼう）」の舞台となった。
1932年（昭和7年）に「神戸移住教養所」と改称された後、太平洋戦争中は閉鎖されて代わって「大東亜要員錬成所」として終戦まで利用された。戦後、移住事業の再開に伴い、1952年（昭和27年）に外務省の「神戸移住斡旋所」として再開したが、1956年（昭和31年）に「横浜移住斡旋所」が開設されてからは最終出港地を神戸ではなく横浜とする移住者が増加した。
その後、海外移住事業団神戸移住センターとなったが、移住者の減少により、1971年（昭和46年）5月31日に最後の南米移住船「ぶらじる丸」が出港したのに伴って閉館した。
旧移住センターの閉鎖後、翌1972年（昭和47年）から1994年（平成6年）3月まで神戸市医師会の准看護婦学校として使用された。1995年（平成7年）1月の阪神・淡路大震災の発生当時は空きビルで、同年4月から1999年（平成11年）9月まで被災した神戸海洋気象台がこの建物を利用していた。
2009年より神戸市立海外移住と文化の交流センターとして用いられている。

## 建物
建物は600床で、設置時には食堂、医務室、講堂などを置き、外航船のデザインの外観を持つ一部5階建ての建物である。設計者は置塩章である。

## 沿革
- 1928年 国立移民収容所開所
- 1932年 神戸移住教養所と改称
- 1941年 閉鎖
- 1952年 神戸移住斡旋所として再開
- 1964年 神戸移住センターと改称
- 1971年 閉所